# Radovan Dostálek
Radovan Dostálek (* 24. září 1969 Ústí nad Labem) je český podnikatel, lídr kandidátky hnutí STAN ve volbách v roce 2022 do Zastupitelstva města Ústí nad Labem.

## Život
Po absolvování ústecké základní školy vychodil Gymnázium Jateční v Ústí nad Labem. Následně vystudoval Pedagogickou fakultu Univerzity Jana Evangelisty Purkyně v Ústí nad Labem (promoval v roce 1993 a získal titul Mgr.).
Jeho pracovní kariéra je však spojena s oborem komunikace a marketingu. Brzy se rozhodl pro vlastní cestu a začal s podnikáním. V roce 1998 založil společnost NOESIS, postupně vybudoval jednu z nejvýznamnějších a nejstabilnějších českých marketingových agentur na českém i evropském trhu. Vzdělání v oblasti strategického řízení, managementu a ekonomie si později doplnil dálkově na online univerzitě LIGS University (která není akreditována žádnou agenturou uznávanou Ministerstvem školství Spojených států amerických ani žádnou z českých akreditačních komisí; promoval v roce 2021 a získal titul MBA). Je členem Czech Business Clubu v Praze a přednáší marketingovou strategii na vysoké škole.
Radovan Dostálek žije ve městě Ústí nad Labem. Je ženatý a má dvě dcery. Závodně hrál házenou, rekreačně se věnuje cyklistice, tenisu a lyžování. Má rád skály, cestování i hudbu, sám hraje na klavír.

## Politické působení
V komunálních volbách v roce 2022 je lídrem kandidátky hnutí STAN do Zastupitelstva města Ústí nad Labem a tudíž i kandidátem na post primátora.